# Ministerio de la Industria Aeroespacial
El Ministerio de Industria Aeroespacial de la República Popular China fue un departamento del Consejo de Estado de la República Popular China encargado de la industria aeroespacial, formaba parte de los Ministerios de la República Popular China.  El Ministerio de Industria Aeroespacial de la República Popular China fue abolido en 1988. Después de su disolución, sus funciones fueron divididas entre la Administración Nacional del Espacio de China. 

## Breve historia
- En 1956, se creó el Quinto Instituto de Investigación del Ministerio de Defensa Nacional. [1][3][4]
- El 4 de enero de 1965, la Primera Sesión de la Tercera Asamblea Popular Nacional decidió establecer el Séptimo Ministerio de Industria de Maquinaria (Séptimo Ministerio) basado en una propuesta del Primer Ministro del Consejo de Estado. [5][3][4]
- El 17 de marzo de 1967, el Consejo de Estado y la Comisión Militar Central decidieron poner el Séptimo Ministerio de Industria de Maquinaria bajo control militar. [5][3][4]
- En junio de 1970, el Séptimo Ministerio de Industria de Maquinaria fue transferido a la jurisdicción de la Oficina de la Comisión Militar. [5][3][4]
- En septiembre de 1973, el Consejo de Estado restauró la Oficina de la Industria de Defensa Nacional, y el Séptimo Ministerio de Industria de Maquinaria volvió a estar bajo su dirección. [5][3][4]
- En septiembre de 1981, la XX Reunión del Comité Permanente de la V Asamblea Popular Nacional decidió fusionar el Octavo Ministerio de Industria de Maquinaria (responsable de la industria de misiles tácticos) con el Séptimo Ministerio de Industria de Maquinaria. Tras la fusión, el ministerio continuó denominándose Séptimo Ministerio de Industria de Maquinaria. [5][3][4]
- En mayo de 1982, durante la reforma institucional del Consejo de Estado, el Séptimo Ministerio de Industria de Maquinaria pasó a llamarse Ministerio de Industria Aeroespacial. [5][3][4]
- En abril de 1988, el Ministerio de Industria Aeroespacial y el Ministerio de Industria Aeronáutica se fusionaron para formar el Ministerio de Industria Aeroespacial.[5][3][4]
- El 7 de abril de 1990, el cohete portador "Larga Marcha 3", desarrollado por China, lanzó el satélite de comunicaciones Asia-1, fabricado en Estados Unidos, a la órbita predeterminada desde el Centro de Lanzamiento de Satélites de Xichang, logrando el primer éxito completo en el lanzamiento de un satélite para un país extranjero.[5][3][4]
- El 16 de julio de 1990, a las 9:40, el vehículo de lanzamiento de alto empuje "Long March 2", recientemente desarrollado por China, fue lanzado con éxito desde el Centro de Lanzamiento de Satélites de Xichang, enviando un satélite simulado a la órbita predeterminada. Este lanzamiento se realizó desde una nueva instalación de lanzamiento espacial a gran escala en China y también transportó un pequeño satélite experimental científico para Pakistán. [5][3][4]
- El 22 de enero de 1991, a las 18:23, el primer cohete de sondeo de baja latitud de 120 kilómetros de altitud de China, el "Vega-3", fue lanzado con éxito desde el sitio de lanzamiento de sondeo de Hainan de la Academia de Ciencias de China. El 22 de febrero de 1994, la primera estación terrestre satelital marítima de China pasó la inspección de aceptación, llenando así un vacío en la alta tecnología del país.[5][3][4]
- El 2 de mayo de 1998, el vehículo de lanzamiento mejorado "Chang 2 C", desarrollado y producido por China, fue lanzado con éxito desde el Centro de Lanzamiento de Satélites de Taiyuan. Esto demuestra que China tiene la competitividad para participar en el mercado internacional de lanzamientos comerciales en órbita media y baja.[5][3][4]

## Funciones
El 4 de enero de 1965, el recién creado Séptimo Ministerio de Industria de Maquinaria (denominado Ministerio de la Séptima Máquina) asumió la gestión unificada de la investigación científica, el diseño, la producción de prueba, la producción y la construcción de bases de la industria aeroespacial. Con el fin de mejorar la producción de prueba de diversos productos aeroespaciales y establecer un sistema de industria aeroespacial más completo, el Consejo de Estado aprobó la creación del ministerio.
En mayo de 1982, el Consejo de Estado aprobó las principales tareas y responsabilidades del recién creado Ministerio de Industria Aeroespacial:
1. Aplicar las directrices, políticas e instrucciones pertinentes del Gobierno Central, el Consejo de Estado y la Comisión Militar Central; estudiar y formular directrices, políticas y reglamentos administrativos específicos para el desarrollo de las industrias de misiles y naves espaciales; y supervisar su implementación.
2. Formular la planificación a largo plazo y los planes anuales para la industria espacial.
3. Organizar la investigación avanzada sobre tecnologías de ingeniería aplicada y tecnologías básicas especializadas para sistemas de naves espaciales.
4. Organizar la investigación, el diseño, la fabricación de prueba, las pruebas y la producción de sistemas de naves espaciales; participar en la finalización del diseño nacional y la producción de sistemas de naves espaciales.
5. Elaborar planes anuales y a largo plazo para la producción de productos civiles en el ministerio; y organizar y coordinar la investigación, el diseño, la producción y la venta de productos civiles.
6. Organizar la planificación y ejecución a largo plazo y los planes anuales para la construcción de capital y la transformación tecnológica con inversión estatal y autofinanciación.
7. Unificar la gestión y organización de la cooperación técnica extranjera y los intercambios en la industria aeroespacial; organizar la introducción de nuevas tecnologías y la importación de equipos especiales, materias primas especiales y componentes; y coordinar la exportación de productos militares y civiles en el ámbito de operación del departamento.
8. Unificar la gestión de archivos técnicos, datos de inteligencia, medición y normalización en la industria aeroespacial; así como la valoración, promoción y recompensa de los logros e invenciones.
9. Dirigir las escuelas superiores y universidades del ministerio; organizar la formación del personal; y mejorar las cualidades políticas, técnicas y empresariales del personal.
10. Dirigir la gestión de la investigación científica, la producción, las infraestructuras, el personal, la mano de obra, las finanzas y los materiales en las empresas e instituciones dependientes del ministerio, y mejorar continuamente el nivel de funcionamiento y gestión.
11. Dirigir la construcción del equipo de la industria aeroespacial, supervisar el trabajo ideológico y político de las unidades subordinadas en Pekín, y colaborar con provincias, municipios y regiones autónomas para fortalecer el trabajo ideológico y político en las unidades fuera de Pekín. Nombrar y desplazar cuadros de acuerdo con la autoridad de gestión y coordinar con provincias, municipios y regiones autónomas pertinentes.

## Organización
- En enero de 1965, el Séptimo Ministerio de Industria de Maquinaria estaba compuesto por la Oficina General, el Departamento de Planificación, la Oficina de Investigación Científica, la Oficina de Educación, el Departamento de Producción, el Departamento de Seguridad Técnica, el Departamento de Finanzas, el Departamento de Trabajo y Salarios, el Departamento de Administración, la Oficina de Construcción de Capital, la Oficina de Material, el Departamento Político y el Grupo de Supervisión de la Comisión Central de Supervisión.
- En 1973, el Séptimo Ministerio de Industria de Maquinaria contaba con un Departamento Político, una Oficina, una Oficina de Planificación Integral, una Oficina de Investigación Científica y Producción, una Oficina Técnica, una Oficina de Material, una Oficina de Infraestructura y una Oficina de Administración.
- En julio de 1982, el Ministerio de Industria Aeroespacial estaba constituido por la Oficina General, el Departamento de Administración, el Departamento de Planificación Integral, el Departamento de Finanzas, el Departamento de Trabajo y Salarios, el Departamento de Educación, el Departamento de Asuntos Exteriores, el Departamento de Calidad y Tecnología, el Departamento de Productos Civiles, la Oficina de Infraestructura, la Oficina de Material, la Oficina de Investigación Científica y Producción, la Oficina de Investigación Preliminar y la Administración de Cuadros Veteranos.

## Jefes anteriores

### Directores del Quinto Instituto de Investigación del Ministerio de Defensa Nacional[7][8]
|             |
| Qian Xuesen |

|           |
| Liu Yalou |

|                |
| Wang Bingzhang |

### Ministro del Séptimo Ministerio de Industria de Maquinaria
- Wang Bingzhang
- Wei Tongtai (En abril de 1970, fue transferido de vicecomandante de la Región Militar de Kunming a subdirector de la Comisión de Ciencia y Tecnología de la Defensa Nacional (NDSC) y director del Comité de Gestión Militar del Séptimo Ministerio de Maquinaria, así como jefe del Caucus del Partido del Séptimo Ministerio de Maquinaria. Destituido tras el incidente del 13 de septiembre).
- Wang Yang (inicialmente director del Comité Revolucionario, más tarde ministro)
- Song Renxin (primero director del Comité Revolucionario, luego ministro)
- Zheng Tianxiang

### Ministro de Industria Aeroespacial
- Zhang Jun
- Li Xue'e

### Director general de la Corporación de la Industria Aeroespacial
- Liu Jiyuan
- Wang Liheng
- Zhang Qingwei